# Alice River
Alice River är ett vattendrag i Australien. Det ligger i delstaten Queensland, omkring 1 800 kilometer nordväst om delstatshuvudstaden Brisbane.
Omgivningarna runt Alice River är huvudsakligen savann. Trakten runt Alice River är nära nog obefolkad, med mindre än två invånare per kvadratkilometer. Genomsnittlig årsnederbörd är 1 550 millimeter. Den regnigaste månaden är mars, med i genomsnitt 516 mm nederbörd, och den torraste är augusti, med 1 mm nederbörd.